# Eugène Mage
Pour les articles homonymes, voir Mage (homonymie).
Eugène Abdon Mage, né le 30 juillet 1837 à Paris et disparu en mer dans la nuit du 18 au 19 décembre 1869 au large de la Bretagne, est un officier de marine et un explorateur français.

## Biographie
Eugène Abdon Mage est né le 30 juillet 1837 à Paris. A l'âge de 13 ans, en octobre 1850, il entre à l'École navale. Il en sort aspirant de 2e classe en août 1852. Il effectue alors une longue croisière aux Antilles, en Amérique du Sud puis dans le Pacifique (1852-1854), est promu aspirant de 1re classe en septembre 1854, puis enseigne de vaisseau en septembre 1855.
En 1856, il est envoyé à la station navale des côtes occidentales d'Afrique où il sert jusqu'en 1858. En 1859, il arrive au Sénégal. Il accomplit en décembre 1859 une mission dans le Tagant mais renonce en 1860 avant d'atteindre Tidjikdja.
Nommé au Dépôt des cartes et plans de la Marine, il officie sur des cartes du Sénégal et de la Falémé (1862). En 1863, il revient au Sénégal. Louis Faidherbe, gouverneur du Sénégal, pour nouer des rapports commerciaux et rechercher la route la plus courte entre les bassins du Sénégal et du Niger, envoie, dès 1864, le lieutenant Eugène Mage et le Dr Quintin à Ségou, qu’ils atteignent le 18 février 1864 et quittent le 6 mai 1866. Mage donne la première description détaillée de l’empire toucouleur de Ségou dans son Voyage au Soudan occidental, édité en 1868. Cette mission permet l'ouverture du Soudan à la France, fait découvrir l'empire d'Al-Hadji Omar et ramène de nombreuses informations géographiques.
Mage sert de nouveau au Dépôt des cartes de la Marine, termine la carte générale du Soudan occidental et reçoit la médaille d'or de la Société de géographie (1867).
Il disparaît dans la nuit du 18 au 19 décembre 1869 dans le naufrage de La Gorgone, une corvette qui s'abîme sur le récif des Pierres Noires près de la pointe Saint-Mathieu, au large de la Bretagne. Son corps n'a jamais été retrouvé.
Jules Verne, ami de Mage écrit à son père le 27 décembre 1869 : « Quelle catastrophe que celle de la Gorgone sur les récifs d'Ouessant ! Je connaissais personnellement et beaucoup le lieutenant Mage qui commandait. Il avait dîné plusieurs fois chez moi avec sa femme ». Il le mentionne dans ses romans Le Village aérien (chapitre I) et L'Épave du Cynthia (chapitre XIII) mais das ce roman il fait erreur en écrivant qu'il trouva la mort sur la Magicienne. 
Il existe un portrait photographique, Abdou Eugène Mage en habits africains, par Charles Carey.

## Écrits
- Eugène Mage, Voyage dans le Soudan occidental (Sénégambie-Niger) - 1863-1866, Paris, Librairie de L. Hachette et Cie, 1868, 745 p. (lire en ligne) (lire sur Gutenberg)Ouvrage illustré d'après les dessins de l'auteur, de 81 gravures sur bois, par E. Bayard, A. de Neuville et Tournois, et accompagné de 6 cartes et de 2 plans